# Urgellia
Urgellia, amb el subtítol Urgellia: Anuari d'estudis històrics dels antics comtats de Cerdanya, Urgell i Pallars, d'Andorra i la Vall d'Aran és una revista d'història editada des de l'any 1978 pel Bisbat d'Urgell i la Societat Cultural Urgellitana.
Urgellia es publica en llengua catalana. Té com a finalitat donar a conèixer la història religiosa, cultural, artística i institucional de les comarques que formen part del bisbat d'Urgell i d'aquelles altres que li pertanyien en el passat fins a la seva incorporació a altres diòcesis. Els volums publicats són d'una extensió aproximada de 500 pàgines, i comprenen estudis monogràfics, documents, inventaris de manuscrits, incunables o llibres rars, i catàlegs de museus, esglésies, monuments i obres d'art. La història d'Urgellia va començar el 1977, un any abans de sortir el primer volum publicat. L'aleshores bisbe Joan Martí i Alanis va creure convenient contribuir al coneixement de la història del Bisbat d'Urgell, atresorada als seus arxius, i posar-la a l'abast del poble. Naixia, amb aquest propòsit, la Societat Cultural Urgel·litana, sota la direcció d'un insigne historiador, monjo de Montserrat, de seixanta anys, el pare Cebrià Baraut i Obiols, fill de cal Roca del Vilar de Cabó. Cebrià Baraut i Obiols va dirigir els primers catorze volums, fins al 2001, el director d'Urgellia, i entre els seus redactors i col·laboradors més destacats cal esmentar Carme Batlle i Gallart, Prim Bertran i Roigé, Manuel Riu i Riu, Enric Moliné i Coll i Benigne Marquès i Sala. Precisament, Carme Batlle també ha exercit com a directora al costat de mossèn Benigne Marquès, arxiver del Bisbat d'Urgell, que ho feu com a secretari.